# Interpretador de comandos

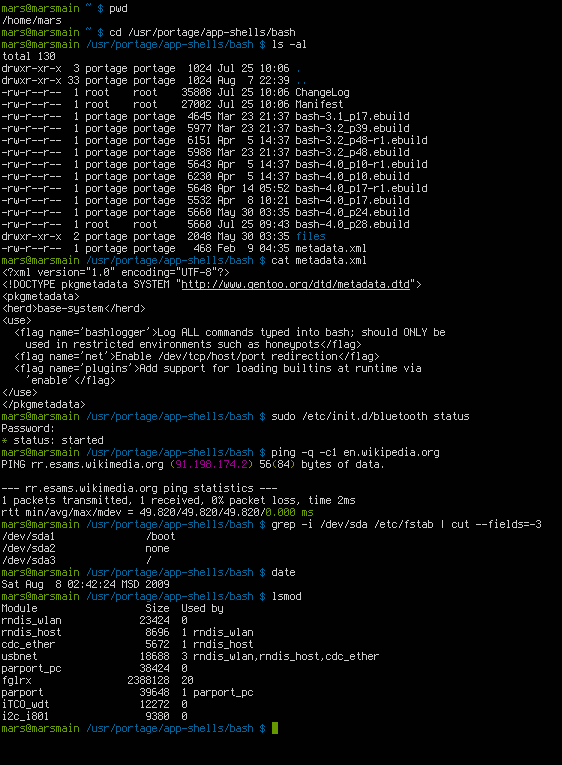
Tela de execução do bash, um interpretador de comandos

Interpretadores de comandos são programas de computador responsáveis por tomar as ações efetivas conforme a orientação do usuário através de comunicação textual

## Interpretadores de comandos como interfaces de usuário
Os interpretadores de comandos permitem aos usuários emitirem vários comandos, o que requer ao usuário conhecer tais comandos e seus parâmetros, além da sintaxe da linguagem interpretada. A partir da década de 1960, a interação do usuário com o computador era primariamente realizada através de linha de comando. Na década seguinte os pesquisadores começaram a desenvolver interfaces gráficas para fornecer maneiras mais simples e lógicas para a interação com a máquina, o que modelou o avanço da informática, com o surgimento de novos dispositivos periféricos como o mouse. Isso possibilitou que leigos pudessem aprender rapidamente a utilizar o computador. Apesar disso, mesmo atualmente as interfaces textuais de interpretação de comandos ainda são bastante utilizadas em conjunto com interfaces gráficas, pois para algumas tarefas elas se tornam muito mais eficientes para realizar operações.
Hoje em dia, os interpretadores são muito utilizados por programadores[carece de fontes?], pois a única forma confiável de se editar um programa é através da CLI (Command Line Interface). O Shell utilizado para a edição varia de acordo com a linguagem de programação utilizada.

## Console de comandos
Uma aplicação prática de um interpretador de comandos é a linha de comandos (português de Portugal), ou o console de comandos (português brasileiro), também chamado shell para os sistemas do tipo Unix. Ela é uma interface textual que interpreta os comandos existentes em um sistema operativo e os envia ao núcleo imprimindo posteriormente o resultado do processamento na tela.

## Exemplos
- 4DOS/4OS2/4NT - (DOS, OS/2, Windows NT)
- CL - (OS/400)
- bash - (Linux, Mac OS X)
- CLI/Amiga Shell - (AmigaOS)
- cmd.exe - (OS/2, Windows NT)
- command.com - (MS-DOS, Windows 95 - Windows XP)
- CCP - (CP/M)
- csh - (UNIX)
- DCL - (VMS/OpenVMS)
- DDT - (ITS)
- FreeCOM - (FreeDOS)
- iSeries QSHELL - (IBM OS/400)
- JCL - (OS/360, z/OS)
- ksh - (UNIX)
- rc Shell - (Plan 9)
- TSO - (MVS)
- sh - (UNIX)
- Windows PowerShell - (Windows XP, Windows Server 2003, Windows Vista, Microsoft Exchange Server 2007)
- Windows Recovery Console - (Windows 2000, Windows XP)
- Z shell ou Zsh